# Buchnera tetrasticha
Buchnera tetrasticha är en snyltrotsväxtart som beskrevs av Nathaniel Wallich. Buchnera tetrasticha ingår i släktet Buchnera och familjen snyltrotsväxter. Inga underarter finns listade i Catalogue of Life.